# Teara alma
Teara alma är en fjärilsart som beskrevs av Druce. Teara alma ingår i släktet Teara och familjen tandspinnare. Inga underarter finns listade i Catalogue of Life.